# Carunchio
Carunchio est une commune de la province de Chieti dans les Abruzzes en Italie.

## Administration
| Période                                  | Période  | Identité          | Étiquette     | Qualité |
| ---------------------------------------- | -------- | ----------------- | ------------- | ------- |
| 30 mai 2006                              | En cours | Gaetano D'Onofrio | Centro-Destra |         |
| Les données manquantes sont à compléter. |          |                   |               |         |

### Hameaux
Cerreto, Pedicone 

### Communes limitrophes
Carpineto Sinello, Castiglione Messer Marino, Celenza sul Trigno, Fraine, Liscia, Palmoli, Roccaspinalveti, Torrebruna